# Willicher Fleuth
Die Fleuth (gesprochen: [fløːt]) ist ein Bachlauf im Gebiet des Kreises Viersen in Nordrhein-Westfalen.

## Synonyme
Für den kleinen Bach sind, selbst amtlich, gleich mehrere Namensvariationen, teilweise auch noch in verschiedenen Schreibweisen, im Umlauf:
- Willicher Fleuth[2] (amtlich) oder Willicher Flöth
- einfach nur Fleuth oder Flöth
- Flöthbach[1][4][5] (amtlich) oder Fleutbach
- für den Tönisvorster Abschnitt gelegentlich auch die Bezeichnung Bruchflöth[4] oder Bruch-Flöth[6] (beides jeweils amtlich)
- im 17. Jahrhundert noch «Flüeth», oder «Flueth»[7]
- im 19. Jahrhundert dann auch Vluyt Bach[8] (amtlich)

## Geographie

### Verlauf

#### Von der Quelle bis zum Klörather Steg
Die Flöth entspringt heute südöstlich von Willich-Wekeln (in der Nähe des Broicherhofs), in manchen Plänen wird die Quelle auch einige Kilometer weiter östlich in der Dickerheide angegeben, dieser Zulauf ist offenbar inzwischen verlandet.
Sie fließt dann zunächst südlich am in den letzten Jahren neu entstandenen Willicher Stadtteil Wekeln vorbei in Richtung Westen.
Im Bereich Gallbruch wird sie kurz vor der A44 von dem aus Richtung Norden zufließenden Münchheider Graben gespeist.
Nach Unterquerung der Autobahn fließt sie zunächst nördlich von Neersen-Klein Jerusalem unter der L361 (Hauptstraße) hindurch, schließlich südlich am Anrather Außenbereich Donk vorbei weiter Richtung Westen bis zur Unterquerung der Neersener Straße, jenseits der sie sich, südwestlich der Anrather Donk-Siedlung, Richtung Nordwesten wendet.

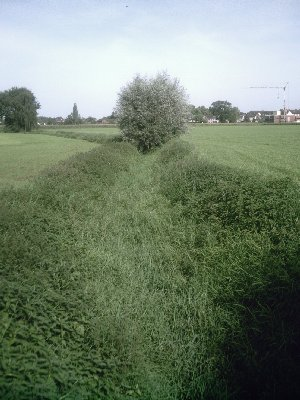
Die stark verkrautete Flöth südwestlich des Anrather Flöthhofs

Ihr weiterer Verlauf führt nun durch die südlichen Anrather Außenbereiche hindurch, südwestlich des Flöthhofs und der Eschert, nordöstlich von Vennheide und wieder südwestlich der Hochheide, bis zum Regenrückhaltebecken am Klörather Steg.
Bis hierhin ist die Flöth stark verkrautet, führt allgemein nur wenig Wasser und trocknet immer wieder aus. Durch die Wasserzufuhr aus dem Anrather Regenrückhaltebecken am Klörather Steg wird die Situation nun deutlich besser:
Bachabwärts ist die Flöth von hier ab ein meist ausreichend bis gut mit Wasser gefüllter Bachlauf, wie es auf einigen Bildern auch zu sehen ist.

#### Vom Klörather Steg bis zur Mündung
Im Anschluss an diese Anlage behält die Flöth ihre nordwestliche Fließrichtung zunächst bei, unterquert als Nächstes zuerst die Anrather Brückenstraße und dann sofort die Eisenbahnstrecke Krefeld–Viersen–Mönchengladbach.

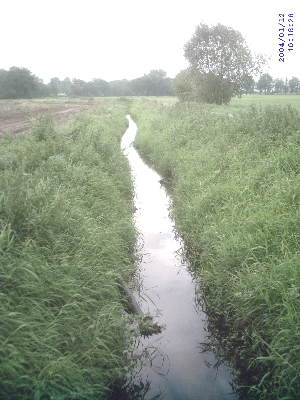
Die Flöth westlich von Anrath

Damit hat die Flöth nun das Willicher Stadtgebiet verlassen und fließt jetzt nach Tönisvorst hinein, wobei die Fließrichtung hier zunächst mehr westwärts gerichtet zu sein scheint.
Wenige Meter nördlich des Schloßmacher-Hofes im Bereich des Vorster Mühlenbroichs knickt die Flöth dann ziemlich unvermittelt nahezu rechtwinkelig nach rechts ab und fließt erst einmal ein kurzes Stück Richtung Norden weiter.
Hier fällt ihr dann als Nächstes, etwas westlich von Anrath, der Anrather Graben zu, der auch als Anrather Bach bezeichnet wird.
Am Zufluss des Anrather Grabens knickt die Flöth wieder etwas nach links ab, fließt von hier an etwa in Richtung Nordnordwest, wobei sie sich allmählich dem Ort Vorst nähert.

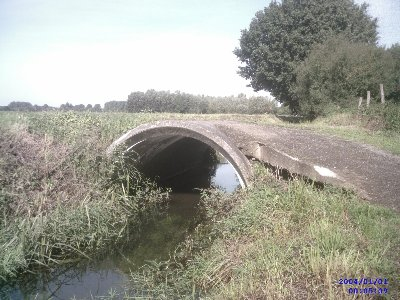
Fahrrad-Viadukt über die Flöth westlich von Haus Donk bei Vorst

Ungefähr 800 m bachabwärts mündet dann nach dem Anrather Graben auch der Votzhöfer Graben von rechts in die Flöth.
Nach weiteren etwa 200 m erfolgt, gleichfalls von rechts, ein Zufluss aus der Wassergrabenanlage vom östlich der Flöth gelegenen Haus Donk bei Vorst, nicht zu verwechseln mit dem Haus Donk am Anrather Friedhof.
Vom Vorster Haus Donk kommend, verläuft auch ein Radweg über einen etwas originellen Viadukt über den Flöthbach hinweg, wie er im nebenstehenden Bild zu sehen ist.

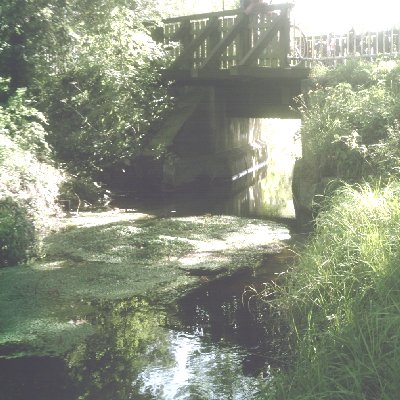
Die Flöth-Unterquerung der ehemaligen KEG-Eisenbahntrasse zwischen Vorst und Süchteln

Kurz vor dem Ortseingang von Vorst unterquert die Flöth dann endlich die L 475 (Süchtelner Straße) und richtet anschließend ihren Lauf wieder mehr nach links, so dass sie von hier ab etwa in westnordwestlicher Richtung weiterfließt.
Ihr weiterer Weg führt dabei nun am südwestlichen Rand des Vorster Sportplatzes vorbei und entfernt sich dann wieder von der Ortschaft Vorst.
Etwa ein Kilometer weiter bachabwärts erfolgt dann als Nächstes die Unterquerung der inzwischen zu einem Fahrradweg umgebauten KEG-Bahntrasse von Viersen nach St.Tönis (Bild).
Ungefähr 650 m weiter erfolgt, etwas östlich des bereits auf Viersener Stadtgebiet liegenden Hußhofs, der Zusammenfluss mit der Hofflöth zum Zweigkanal.

#### Hofflöth, Schüpp und Zweigkanal

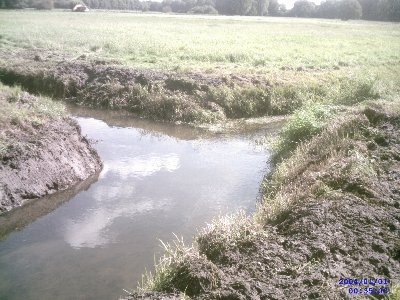
Der Zusammenfluss von Flöth (von hinten links kommend) und Hofflöth

Der Verlauf der Flöth hat sich, zumindest zwischen der heutigen Quelle bei Willich-Wekeln und dem Zusammenfluss mit der Hofflöth in der Nähe des Hußhofs, in den letzten 200 Jahren nicht wesentlich geändert.
Ganz anders verhält es sich mit der Hofflöth, mit der die Flöth schließlich zusammenfließt.
Ursprünglich mündete die Flöth bei Hußhof in einen Bachlauf namens „Schüpp“.
Die Schüpp mündete wiederum damals in der Nähe der Burg Uda bei Oedt in die Niers, deren Flussbett dort einst weiter östlich lag als heute, und fiel schließlich den ab Mitte des 19. Jahrhunderts durchgeführten umfangreichen Begradigungen und Bachbettverlegungen in ihrem ursprünglichen Fließbereich (einschließlich der späteren Niers-Begradigung um 1930) allmählich zum Opfer.
So reichte das Bachbett 1844 noch von Oedt bis in den damaligen Hoffbroich südlich von Anrath, um 1900 wird nur noch ein Seitenarm des inzwischen angelegten Zweigkanals in der Nähe von Oedt als „Schüpp“ ausgewiesen, auf späteren Karten fehlt die Schüpp ganz.
Stattdessen wird die begradigte und z. T. verlegte frühere Schüpp von der Flötheinmündung bei Hußhof bachaufwärts heute als „Hofflöth“ und bachabwärts als „Zweigkanal“ bezeichnet.
Hofflöth und Zweigkanal bilden zusammen den Kanal III3b.
Im Bereich von Clörath sind Teile des früheren Bachbetts der Schüpp als Seitenarm des Kanals III3b / Hofflöth noch vorhanden, werden aber in amtlichen Gewässerkarten als N.N. (ohne Namen) ausgewiesen.

### Zuflüsse
- Münchheider Graben (rechts)
- Anrather Graben (rechts)
- Votzhöfer Graben (rechts)

## Daten und Charakter

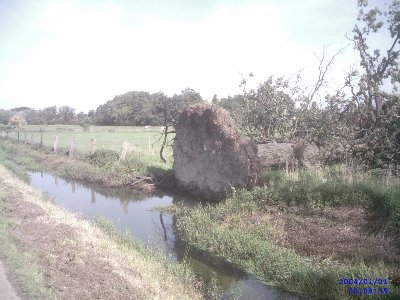
Das Ufer des Flöthbachs nahe dem Vorster Haus Donk

Die Flöth hat eine Länge von gut 13 Kilometer und ihr Einzugsgebiet ist etwa 71 Quadratkilometer groß.
Sie wird an ihrem Oberlauf (bis etwa Fluss-km 10) als Gewässer des Typs 19 (Kleines Niederungsfließgewässer in Fluss- und Stromtälern) und an ihren Unterlauf als Gewässer des Typs 18 (Löss-lehmgeprägter Tieflandbach) eingestuft.
Ihre Gewässergüte liegt zwischen der Güteklasse II und II-III.

## Biosphäre
An dem Bachufer wachsen Kopfweiden, welche ein natürliches Milieu für Fledermäuse und Steinkäuze bilden. Auch andere Vogelarten wie Zaunkönig, Bachstelze und Gartenrotschwanz sind dort anzutreffen.
Aufgrund des heutigen großen Tierartenreichtums des Flöthbach können seit 2011 sogar weitere seltene Vogelarten beobachtet werden. Dazu gehören aus dem Bereich der Clörather Mühle kommend einige Störche, welche in den Wiesen rundum nach Nahrung suchen. Eisvögel sind ebenso bereits mehrfach von naturkundigen Vorster Bürgern gesichtet worden. Ein besonders seltener Gast ist auch die Wasseramsel.
Bei einer Begehung im September 2010 ließen sich östlich der Anrather Brückenstraße eine Nutria, im Bereich des Vorster Mühlenbroichs viele Frösche beobachten. Dazu mehr weiter unten. Als Unterwasserbewuchs findet man meistens Wasserstern, teilweise auch Wasserpest oder das Tausendblatt.
Im Bereich des Mühlenbroicher Gebiets sind viele Tier- und Insektenarten im Wasser ansässig. So findet man bei längerer und genauerer Beobachtung den Neunstachligen Stichling in großer Anzahl, und sogar an wenigen Standorten, z. B. an Nebenläufen und Brücken, den Dreistachligen Stichling, manchmal einige Gründlinge sowie Libellen-, Köcherfliegen-, Steinfliegenlarven und eine Vielzahl anderer seltener Insekten im und am Wasser, wie auch den Wasserskorpion. Amphibien gibt es viele verschiedene Arten in der Flöth. Dazu gehören heimische Kammmolche, Teichmolche, Wasserfrösche, Grasfrösche sowie Teichfrösche. Ansässige Reptilien sind die selten gewordene Ringelnatter und sehr selten ist die Kreuzotter, an wenigen sonnigen Tagen auf Futtersuche, im Uferbereich zu beobachten. Durch den Naturschutz des Gebiets Mühlenbroich, nähe Haus Donk, konnten sogar verschiedene heimische Eidechsenarten wie Zaun- Smaragd- und Waldeidechse an wenigen abseits gelegenen Stellen überleben. Die Mauereidechse, in den siebziger und achtziger Jahren noch recht häufig, fehlt jedoch heute.